# Stazione di Migliarino Pisano
La stazione di Migliarino Pisano era una fermata ferroviaria ubicata sulla linea Genova-Pisa. Serviva l'omonima frazione del comune di Vecchiano.

## Storia
Nel 1905 l'impianto, chiamato semplicemente "Migliarino", cambiò denominazione in "Migliarino Pisano".
La stazione, da tempo trasformata in fermata, venne soppressa il 31 luglio 2003.

## Strutture e impianti
Lo scalo vantava una conformazione peculiare, dal momento che i binari destinati ai servizi merci della stazione erano situati ad est rispetto al fabbricato viaggiatori, nell'area immediatamente oltre al doppio ponte a travata metallica sul fiume Serchio.
Il fabbricato viaggiatori presentava lato binari una sala d'attesa e una biglietteria.
I fabbricati e i marciapiedi della stazione, nonostante la sua dismissione, sono ancora presenti e si affacciano sulla strada statale 1 Via Aurelia, nelle adiacenze del sottopasso stradale che consente di raggiungere la porzione sud dell'abitato ed il parco di Migliarino.